# العتيبة
العتيبة قرية في ناحية النشابية في منطقة دوما في محافظة ريف دمشق
. بلغ عدد سكانها أكثر من 20 ألف نسمة حتى عام 2011.